# Black (månekrater)
 For alternative betydninger, se Black. (Se også artikler, som begynder med Black)
Black er et nedslagskrater på Månen. Det befinder sig på Månens forside nær den østlige rand, lige sydvest for Mare Smythii, og det er opkaldt efter den skotske fysiker og kemiker Joseph Black (1728 – 17990).
Navnet blev officielt tildelt af den Internationale Astronomiske Union (IAU) i 1976. 
Før det blev omdøbt af IAU, hed dette krater "Kästner F".

## Omgivelser
Blackkrateret ligger sydøst for det bjergomgivne bassin Kästner. I syd-sydvestlig retning ligger Ansgariuskrateret, og mod øst ligger det lille Dalekrater. 

## Karakteristika
Krateret cirkulært med en klart afgrænset kant og indre vægge, som skråner ned mod en lille kraterbund. Det er ikke særlig mærket af erosion eller nedslag. Kästners rand ligger mindre end en kraterdiameter fra den nordvestlige væg.

## Måneatlas
- Billeder af Blackkrateret i LPI-måneatlasset